# Daniel Andersson (fotbollsspelare född 1972)
Daniel Andersson, född 18 december 1972 i Bjuv, är en före detta svensk fotbollsmålvakt som senast spelade för Helsingborgs IF. Efter att ha avslutat sin karriär arbetade Andersson som målvaktstränare i Helsingborgs IF mellan åren 2013-2017. Andersson gjorde tillfälliga comebacks i Helsingborgs IF år 2015 och 2018 på grund av skadeproblem i truppen. Han har även gjort en A-landskamp.